# Koretaši
Koretaši je naseljeno mjesto u sastavu općine Lopare, Republika Srpska, BiH.  

## Stanovništvo
| Koretaši           |              |
| godina popisa      | 1991.        |
| Srbi               | 329 (98,50%) |
| Muslimani          | 1 (0,30%)    |
| Hrvati             | 1 (0,30%)    |
| Jugoslaveni        | 0            |
| ostali i nepoznato | 3 (0,90%)    |
| ukupno             | 334          |